# Pharao
«Pharao» — одна из наиболее успешных немецких евродэнс-групп, образованная в конце 1993 года.
Группа была основана двумя немецкими продюсерами: Александр Хокинг (Alexander Hawking) и DJ Стиви Стив (DJ Stevie Steve). В состав группы входило двое участников: вокалистка Кира Фарао (Kyra Pharao) и американский рэпер Дин Блю (Dean Blue).
После конфликта в группе Deon Blue оставил группу и его место занял Eric Martin (Эрик Мартин). Родившийся в Кардиффе (Уэльс), он был частично египтянином, ростом 1,88 м, жил в Нью-Йорке и был уже широко известен на американской рэп-сцене. Он выучил новые песни группы всего за 3 дня, что сильно поразило Киру. Вдобавок к этому, умирает «Petit» (Малыш) — 3 метровый питон Киры, являющийся не менее значимой фигурой в группе, чем остальные её участники. После почти двух лет молчания, Pharao появляются с новым захватывающим синглом «Temple Of Love» — это новый трек в стиле группы. Продюсерами группы по-прежнему остаются DJ Stevie Steve и Alexander Hawking. В декабре 1997 г. был выпущен сингл «Once Upon A Time». В нем легко узнается великолепный голос Киры, хотя стиль исполнения песни уже другой.
Наконец после больше чем 3 летнего перерыва после выхода первого альбома в январе 1998 г. был выпущен второй альбом «The Return». Он содержит 14 новых песен, это — соединение Europop и уже известного стиля Pharao.
В 2001 г. Pharao больше не продлило контракт с Sony и согласно сведениям Media Agency, Pharao больше не существует.
В 2003 г. Кира, будучи уже экс-вокалисткой Pharao, исполняет сингл «Spaceman Came Travelling» проекта Seven. Хит Pharao «There Is A Star» был перепет проектом Mysterio.
В 2014 году Кира вернулась в группу и отправилась в тур со всеми старыми песнями вместе с принцем Дэмиеном, который был выбран новым рэпером Pharao.
В 2015 году был выпущен сборник под названием «Best Of 1994 - 1998», все песни были подвергнуты цифровому ремастерингу. Он не был выпущен в официальной студии звукозаписи, поэтому получить альбом можно только на специальных мероприятиях и живых концертах группы.
В начале 2016 года группу покинул принц Дэмиен, и его заменил Сиам. Принц Дэмиен позже начал сольную карьеру и выиграл 13 сезон Deutschlandsucht den Superstar.

## Дискография

### Альбомы
| 1994 — Pharao |
| --- |
| 1. There Is A Star 3:55 2. King Pharao 3:28 3. I Show You Secrets 4:02 4. World Of Magic 4:10 5. Dance Of The Snake 4:24 6. Eternity 4:50 7. Gold In The Pyramid 4:37 8. Beautiful Flower Of The Bad 1:37 9. We Got The Key 4:43 10. It’s Your Way 3:54 11. Rave Like An Egyptian 6:27 12. Christmasland 4:18 13. I Show You Secrets (Unplugged Version) 3:49 |

| 1998 — The Return |
| --- |
| 1. Intro 2:33 2. Wish I Could Fly 5:55 3. Bellydancer 2:13 4. Temple Of Love 4:45 5. I Can’t Wait 5:35 6. It’s A Wonder 4:56 7. Rainmaker 4:59 8. You Are My Man 4:01 9. Valley Of Kings 1:19 10. Once Upon A Time 4:10 11. Love Is A Miracle 4:31 12. Pick Me Up 4:46 13. Back Home Again 4:04 14. Silence Is Golden 4:31 15. Dreams On Golden Wings 4:29 16. Outro 1:57 |

### Синглы
- 1994 — I Show You Secrets
- 1994 — There Is A Star
- 1995 — World Of Magic
- 1997 — Temple Of Love
- 1997 — Once Upon A Time